# Jaws Unleashed
Jaws Unleashed — компьютерная игра в жанре action-adventure, основанная на фильме «Челюсти». Подобно играм Grand Theft Auto, в Jaws Unleashed нет конца; игрок может вольно передвигаться по воде, есть различных животных и людей, уничтожать всё на своем пути.

## Сюжет
Остров Амити (Остров Дружбы) постепенно развивается, устанавливая корпоративные связи с престижными компаниями и предприятиями, например с Environplus. К сожалению, прирост населения острова и последняя индустриальная деятельность привлекли к острову жуткого хищника — большую белую акулу. После того, как акула съела сына директора Environplus, директор нанял прославленного охотника за акулами, Круза Рэддока. Тем временем, биолог Майкл Броуди захотел поймать акулу в целях исследований.

## Геймплей
Игрок управляет большой белой акулой («Челюстью»). Первым делом акула подплывает к южной части острова, игрок оказывается в бухте. Бухта играет роль обучающего режима. У акулы есть меню для обновлений, доступное либо через главное меню, либо через меню паузы. Очки обновления даются за уничтожения, произведенные вокруг острова Амити, за прохождение уровней и за сбор бонусных предметов, чаще всего встречающихся в сундуках сокровищ. Акулу можно модифицировать в нескольких областях: сила, скорость, голод, здоровье, точность. Во время геймплея в нижнем правом углу экрана отображается дисплей с 4 показателями и гидролокатором, информирующим игрока о положении важных объектов, добычи и врагов. Над гидролокатором расположены 2 параллельные полоски — красная для здоровья и зелёная для голода. Голод вызывает падение здоровья, поэтому акула должна есть постоянно. Другая опасность понижения здоровья — получение урона. Два других показателя используются для заряда хвоста акулы и атаки посредством удара головой. Чем более заполнен каждый показатель, тем мощнее атака.
В арсенале акулы имеются уникальные атаки. Акула может таранить объекты, бить хвостом и кусаться; после получения достаточного количества очков и обновления способностей раскрываются новые атаки, как то «штопор» и «тело-бомба». Для исполнения штопора нужно заполнить показатели лобовой атаки и удара хвостом, для исполнения тела-бомбы достаточно заполненного показателя лобовой атаки.

## Отзывы
| Сводный рейтинг | Сводный рейтинг | Сводный рейтинг |
| Издание         | Оценка          | Оценка          |
| Издание         | PS2             | Xbox            |
| --------------- | --------------- | --------------- |
| GameRankings    | 53,02 %         | 53,75 %         |